# Ficus microphylla
Ficus microphylla là một loài thực vật có hoa trong họ Moraceae. Loài này được Salzm. ex Miq. mô tả khoa học đầu tiên năm 1853.